# Olga Alexandrova
Olga Alexandrova est une joueuse d'échecs espagnole d'origine ukrainienne née le 28 janvier 1978. Maître international (titre mixte), elle a remporté le championnat d'Ukraine féminin en 2004 et le championnat d'Espagne féminin en 2013 et 2014.
Elle a épousé le joueur espagnol Miguel Illescas. En 2011, elle finit troisième du championnat espagnol mixte après avoir annulé sa partie contre son mari lors de la dernière ronde.
Depuis 2015, elle est classée comme inactive auprès de la FIDE, avec un classement Elo de 2 418 points.

## Championnats du monde féminin
Olga Alexandrova a participé au championnat du monde d'échecs féminin en 2001 à Moscou (éliminée au premier tour par Elena Sedina) et en 2004 à Elista, éliminée au deuxième tour par Ekaterina Kovalevskaïa après avoir battu au premier tour Ana Matnadzé.

## Compétitions par équipe
Olga Alexandrova a représenté l'Ukraine lors de l'olympiade féminine de 2004 (elle était remplaçante et l'Ukraine finit dix-huitième).
Elle a joué dans l'équipe d'Espagne lors des olympiades féminines de 2012 et 2014 (elle jouait au deuxième échiquier) et lors des championnats d'Europe par équipe féminine de 2011 et 2013 (l'Espagne finit onzième de la compétition).